# Gedichte und Geschichten in erzgebirgischer Mundart

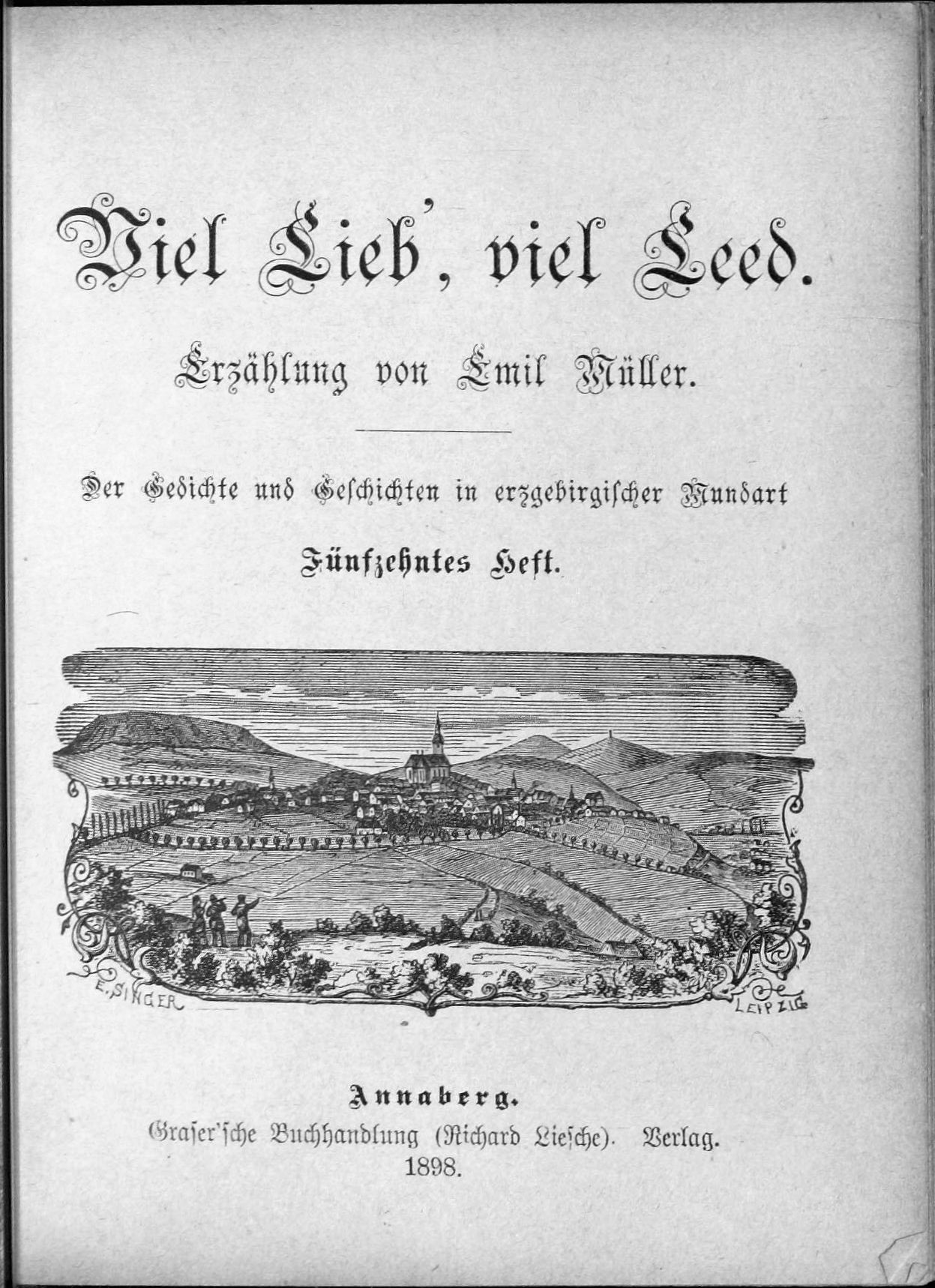
„Viel Lieb', viel Leed“ von Emil Müller in Band 15 von „Gedichte und Geschichten in erzgebirgischer Mundart“

Gedichte und Geschichten in erzgebirgischer Mundart war eine Buchreihe aus dem Erzgebirgs-Verlag der Graser’schen Buchhandlung (Richard Liesche) in Annaberg in der an die 40 unterschiedliche Titel ab 1880 erschienen. Die ersten 13 Hefte erschienen von 1880 bis 1896 in Hermann Graser's Verlag in Annaberg, ab 1897 im Graser'sche Buchhandlung (Richard Liesche) Verlag. Anfang der 1930er Jahre wurde die Reihe eingestellt, nachdem sie zwischen 1919 und 1922 in der Verlag Wittig & Schobloch (1924 v. Kommerstädt & Schobloch) in Dresden-Wachwitz übergegangen war. 1930 lag die Herausgabe der Hefte wieder beim Erzgebirgs-Verlag der Graser’schen Buchhandlung (Richard Liesche) in Annaberg.
Die ersten Hefte (zuletzt Bände genannt) erschienen zunächst unter dem Titel Alte und neue Gedichte und Geschichten in erzgebirgischer Mundart.
Die Reihe widmete sich vorwiegend der Herausgabe von erzgebirgischer Mundartliteratur bekannter und unbekannter Autoren des sächsischen Erzgebirges. Jeder Band erschien im gleichen Format, anfangs mit einem Hartpappeneinband, später meist nur noch als Broschur. Die meisten Hefte waren nicht illustriert, sondern hatten lediglich eine Ortsansicht von Annaberg, gezeichnet von E. Singer aus Leipzig, auf dem Titel. Die Hefte 7 und 8 waren illustriert von Rudolf Köselitz. Die Zählung der Hefte kam nach dem Ausbruch des Ersten Weltkrieges durcheinander, denn das Heft 32, das 1930 in 2. Auflage erschien, beinhaltete zwei unterschiedliche Werke.
- 1. Heft: Ältere Gedichte, 1880. Enthält: Röder: Erzgebirgische Zufriedenheit, `s Afahrn, Röder: Der Bürstenhändler in Leipzig, Der Weihnachts-Heiligabend, Röder: Der Rußbuttenmann auf Reisen, C. G. Wild: Wiegenliedl, C. G. Wild: Der Waldgihr, Röder: Das große Loos, Keubler: Der mißmuthige Bauer, Röder: Der Vogelsteller ohne Jagdkarte, J. G. Grund: Die Kühlung und Michels Erzählung vom Annaberger Vogelschießen; 4. Aufl. 1898
- 2. Heft: Neuere Gedichte und Geschichten, [1880/81]; 2. Aufl. 1883; 3., vermehrte und verbesserte Aufl., 1896; Anekdoten und Gedichte von Röder und anderen, 5. Aufl. 1921
- 3. Heft: Alte und neue Gedichte und Geschichten in erzgebirgischer Mundart, 1882; 3. Aufl. 1897
- 4. Heft: Alte und neue Gedichte und Geschichten in erzgebirgischer Mundart, 1883; 2., vermehrte und verbesserte Aufl., 1895
- 5. und 6. Heft:  'N Ward sei Sängerras' noch Hamborg, 1883; E. Röder: ‘N Ward sei Sänger-Raas‘ nooch Hamborg, 2. verbesserte Aufl. 1895; E. Röder: N' Ward sei Sänger-Raas' nooch Hamborg, 4. Aufl. 1923
- 7. Heft: Alte und neue Gedichte und Geschichten in erzgebirgischer Mundart, 1887
- 8. Heft: Alte und neue Gedichte und Geschichten in erzgebirgischer Mundart, 1887; Aus dr verwörrtn Zeit. Revolutionsschwänke in Versen von Röder. 2., verbesserte Aufl., 1896.
- 9. Heft: Emil Roeder: Dr Kienig kimmt., 1891
- 10. Heft: Alte und neue Gedichte und Geschichten in erzgebirgischer Mundart, 2. Aufl. 1904
- 11. Heft: Heinrich Koeselitz: Verwerrts Volk. 1900
- 12. Heft: Ungereimte Schnurren, 2. Aufl. 1900
- 13. Heft: Pfarrer Wild'sche und einige andre Gedichte, 1896
- 14. Heft: Schnick-Schnack. Anekdoten von Kosmahl, Röder, Vanckel u. A., herausgegeben von Emil Müller, 1897
- 15. Heft: Viel Lieb', viel Leed. Erzählung von Emil Müller, 1898
- 16. Heft: Emil Röder: A Haufen dumma-Gunga-Straach' und Anderes: Anekdoten und Gedichte. ?, 3. Aufl. 1921
- 17. Heft: Emil Röder: Anne sechsasachzig, 1900
- 20. Heft: Allerhand Kräuterich!, 1903
- 25. Band: Fritz Körner: Habutten, 3. Aufl. 1923
- 26. Heft: Max Wenzel: Wu de Fichten rauschen, 1910
- 27. Band: Gelaangheetsgedicht' in erzgebirgischer Mundart, 1919; 2. Aufl. 1921/22; 3. Aufl. 1929
- 29. Heft: Hans Siegert: Staapilzle, 1912
- 30. Heft: Wenn's wahr is!, 1913
- 31. Heft: Hans Siegert: Preißelbeer, 1914; 2. Aufl. 1921
- 32. Heft: Anna Wechsler-Annaberg: Typische Vorträge, o. J.
- 32. Heft: Hans Siegert: Fichtenzweigle, 2. Aufl. 1930
- 34. Band: Fritz Körner: Getzen und Beer, 1923; 3. Aufl. 1923
- 35. Band: Bernhard Handmann: Röckele und Zwiebäckle. Gedichte und kleine Erzählungen aus dem alten Schleiz, 1923
- 37. Band: Fritz Körner: Hiebeer un Kranzele, 2. Aufl. 1923
- 38. Band: Fritz Körner: Zschilp zschalp, 1924
- 39. Band: Hans Siegert: Gohannisblume, 1924